# Andrzej Bombik
Andrzej Ludwik Bombik (ur. 1944) – polski fizyk.

## Życiorys
Emerytowany pracownik Wydziału Fizyki i Techniki Jądrowej AGH, obecnie Wydział Fizyki i Informatyki Stosowanej Akademii Górniczo-Hutniczej w Krakowie.
Prowadził prace doświadczalne w zakresie struktur i własności materiałów magnetycznych. Prowadził badania przy zastosowaniu dyfrakcji neutronów oraz magnetometrii. Współautor książki: Magnetic Structures Determnined by Neutron Diffraction (PWN, 1976).
Współpracował z IFJ PAN.

## Odznaczenia
- Srebrny Krzyż Zasługi (2000).
- Medal KEN (2008)[2].